# El osito polar 2 - La Isla Misteriosa
El osito polar 2 - La isla misteriosa (en alemán: Der Kleine Eisbär 2 - Die Insel geheimnisvolle) es una película alemana de animación de 2005. Se trata de la secuela de El osito polar que data de 2001.

## Personajes
Los personajes principales son el osito polar Lars, la foca Robby, y el pingüino Caruso. Ellos viajan del Polo Norte a las Islas Galápagos en tren, avión y barco.